# Estéban Germán
Estéban Germán Guridi (né le 26 janvier 1978 à Saint-Domingue, République dominicaine), est un ancien joueur d'avant-champ au baseball.

## Carrière

### Ligues majeures de baseball
Estéban Germán signe son premier contrat professionnel en 1996 avec les Athletics d'Oakland. Il fait ses débuts dans les majeures avec eux le 21 mai 2002. Durant la majorité des années passées dans l'organisation des A's, il joue en ligues mineures, ne disputant au total que 45 parties avec Oakland de 2002 à 2004.
Membre des Rangers du Texas en 2005, il ne voit de l'action que pendant cinq parties.
Le 8 décembre 2005, les Rangers échangent Germán aux Royals de Kansas City en retour du lanceur gaucher Fabio Castro.
Germán a l'occasion de se faire valoir comme joueur régulier à Kansas City, et il fait bonne impression lors de la saison 2006. Utilisé comme joueur de deuxième but, de troisième but, comme voltigeur et parfois comme frappeur désigné, il présente une moyenne au bâton de ,326 en 106 parties jouées, avec trois coups de circuit et 37 points produits.
En 2007, il dispute 121 matchs, la plupart aux deuxième et troisième coussins. Malgré une moyenne au bâton qui chute à ,264, il établit de nouveaux sommets personnels pour les coups sûrs (92), les circuits (4) et les points produits (37) en une année.
Après une saison où il voit moins d'action en 2008, Germán est invité au camp d'entraînement 2009 des Cubs de Chicago, mais est rapidement relâché par l'équipe. Il rejoint alors les Rangers du Texas, pour qui il évolue surtout en ligues mineures pendant deux ans, disputant en 2009 et 2010 un total de 32 parties avec le grand club.
Devenu agent libre après deux saisons avec Texas, Germán signe un nouveau contrat avec les Rangers le 19 novembre 2010. Il joue 24 parties de saison régulière avec Texas au cours des deux années suivantes. En 2011, il frappe pour ,455 de moyenne au bâton en 11 parties. Il fait trois présences au bâton en Série mondiale 2011 entre les Rangers et les Cardinals de Saint-Louis. Dans le premier match de grande finale du baseball majeur, il est appelé comme frappeur suppléant avec deux coureurs sur les buts et deux retraits dans un match jusque-là serré. Germán est retiré sur des prises par Marc Rzepczynski, le lanceur des Cardinals, ce qui met fin à la manche. Texas ne place plus d'autre coureur sur les sentiers et perd 3-2. Le gérant des Rangers Ron Washington est critiqué après la partie pour son choix de frappeur suppléant dans cette situation critique, alors que d'autres options étaient disponibles,.

### Japon
En décembre 2011, Germán se joint aux Saitama Seibu Lions de la Ligue Pacifique du Japon. Il signe un contrat d'un an pour jouer avec l'équipe en 2012.